# Druchtleben (Adelsgeschlecht)

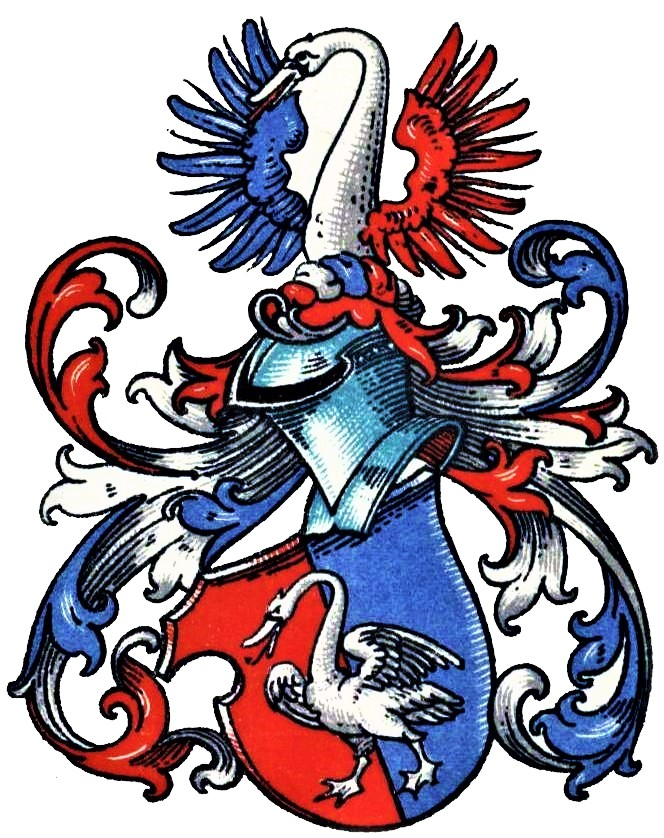
Wappen derer von Druchtleben im Wappenbuch des Westfälischen Adels

Druchtleben (auch: Druchleben, Druchtleyft, Druchtlev o. ä.) ist der Name eines niedersächsisch-westfälischen Adelsgeschlechts.

## Geschichte
Das Geschlecht gehörte ursprünglich zur Göttinger Ritterschaft und kam um 1430 nach Westfalen. In Westfalen besaß es dann Borgentreich, Kreis Warburg, (urkundl. 1662–1747). Außerdem hatte es Besitz in Hainholz (1717–1747). Ab dem 17. Jahrhundert dienten verschiedene Familienmitglieder als Offiziere in der Armee. Johann Gottfried von Druchtleben (1656–1717) war Generalmajor in Diensten des Hauses Braunschweig-Wolfenbüttel und Kommandierender General der Truppen in Hamburg. Sein Sohn Johann August von Druchtleben (1680–1748) war Offizier in hannoverschen Diensten, Stadtkommandant und Festungskommandant von Göttingen. Wilhelm Ludwig von Druchtleben († 1773), ein weiterer Sohn von Johann Gottfried von Druchtleben, war Chef des Kurhannoverschen Infanterieregiments No. 3-B (1704), ab 1758 Generalmajor und später Generalleutnant.
Mit dem Tod von Wilhelm Ludwig von Druchtleben im Jahr 1773 starb die Familie im Mannesstamm aus.

## Persönlichkeiten
- Johann Gottfried von Druchtleben (1656–1717), Generalmajor in Diensten des Hauses Braunschweig-Wolfenbüttel
- Johann August von Druchtleben (1680–1748), Militärführer in hannoverschen Diensten, Stadt- und Festungskommandant von Göttingen
- Wilhelm Ludwig von Druchtleben (1705–1773), 1753 Chef des kurfürstlich-hannoverschen Infanterieregiments No. 3-B, 1758 Generalmajor, später Generalleutnant

## Wappen
Blasonierung: Ein silberner rechtsgewandter Schwan über einem von Rot und Blau gespaltenen Schild. Auf dem blau-rot-silbern bewulsteten Helm der Schwanenhals zwischen einem offenen Flug, der rechte Flügel blau, der linke rot. Die Helmdecken sind blau-rot-silbern.